# Київ єврейський
Ки́їв євре́йський (рос. Киев еврейский) — газета, виходить у Києві російською та українською мовами. Інформаційний портал Єврейського фонду в Україні.
Свідоцтво про державну реєстрацію друкованого засобу масової інформації — серія КУ № 476—115Р від 02.04.2009.

## Співзасновники
Монастирський Аркадій Ілліч (Єврейський фонд України)

## Програмні цілі та напрямки
Інформування фахівців і населення про новини культури, освіти і різних сторін життя єврейської громади України і Києва. Ознайомлення громадськості з новинами у світі, Ізраїлі, Україні, Києві і області.
Головний редактор газети «Київ єврейський» Української незалежної ради єврейських жінок Елеонора Гройсман та заступник головного редактора Олександр Токар акредитовані при Прес-службі Апарату Верховної Ради та при Прес-службі Президента України [Архівовано 25 Грудня 2018 у Wayback Machine.].
Це дає змогу висвітлювати в газеті важливі аспекти життєдіяльності України.
Робота кореспондентів при Прес-службі Апарату Верховної Ради, ЦВК та адміністрації Президента дозволяє читачам отримувати важливі новини з перших рук.

## Друк та розповсюдження
Газета «Київ єврейський» є структурним підрозділом громадської організації «Українська незалежна рада єврейських жінок».
Газета видаєтся в друкованому та електронному вигляді [Архівовано 24 Вересня 2010 у Wayback Machine.].
Газета друкуєтся ТОВ «Основа-Принт» тиражем в 10 000 примірників.
Розповсюджується безкоштовно.

## Весь світ
На Міжнародній Конвенції в Кейптауні, ПАР, 6-12 травня 2010 року, Елеонора Гройсман ознайомила представниць 48 країн світу з українською єврейською газетою «Київ єврейський». Екземпляри газети розсилаються по всьому світу. Номери газети передані для експозиції в музей Голокосту та музей історії євреїв Південної Африки в Кейптауні.
Під час Конференції «Уроки другої світової війни і Голокосту: роль засобів масової інформації в протидії спотворення історії Х століття і Установчих зборів Міжнародного правозахисного руху» Світ без нацизму ", 20-22 червня 2010 з газетою ознайомилися делегати 21 країни світу.
З 4 по 7 серпня 2010 року в Києві та містах України проходив Марш життя. Газета «Київ єврейський» стала офіційним інформаційним партнером цього міжнародного заходу. Делегація примирення з німецького міста Тюбінген приїхала в Україну, щоб провести Марш життя, приурочений до 69-ї річниці трагедії Бабиного яру. Двісті німців, серед яких діти, онуки і правнуки нацистів, прибули в Україну, щоб особисто вибачитися перед євреями за Голокост. Дві колони учасників Маршу пройшли «дорогою смерті» від кінотеатру Київська Русь по вулиці Мельникова (нині Юрія Іллєнка) і від Сирецького парку до меморіального комплексу «Бабин яр», де зустрілися з євреями, які постраждали в роки війни від нацистів. Близько 1,6 мільйона євреїв стали жертвами Голокосту в Україні. Марш життя прийняли по естафеті інші міста України, розташовані зіркою Давида.